# Лорер Микола Іванович
Ло́рер Микола Іванович (нар. 1797(98) — пом. травень 1873) — декабрист, майор Вятського піхотного полку. Мемуарист.

## Біографія
З дворян Херсонської губернії. Батько — колезький радник, радник Вознесенського губернського правління, згодом херсонський віце-губернатор Іван Іванович Лорер, мати — княжна Катерина Овсіївна Ціціанова. Виховувався в будинку Петра Капніста і в дворянському полку при 2 кадетському корпусі. Випущений прапорщиком по армії — 21 листопада 1812 року, переведений до лейб-гвардії Литовського полку — 12 липня 1813 року, учасник закордонних походів російської армии 1813—1814 років (Дрезден, Кульм, Лейпциг, Париж), підпоручник — 26 серпня 1817 року, поручник — 4 липня 1818 року, звільнений від служби за домашніми обставинами — 11 листопада 1819 року, знову надійшов у службу в лейб-гвардії Московський (Литовський) полк — 21 травня 1820 року, штабс-капітан — 26 листопада 1822 року, майор — 26 листопада 1822 року, переведений у Вятській піхотний полк — 26 березня 1824 року.
Масон, член ложі «Палестина» та закордонної ложі в Оффенбаху.
Член Північного (прийнятий Оболенським — в 1824 році) і Південного товариств (1824). Визнаний верховним кримінальним судом винним у знанні про цілі товариства — введення республіканського правління з винищенням всієї царської родини. Знав також про те, що початок дії планувалося на 1826 рік з замаху на життя імператора Олександра I, знав про зв'язки з Польським товариством і про намір Південного товариства поступитися Польщі завойовані в неї області. Прийняв у Південне товариство одну людину.
Наказ про арешт — 30 грудня 1825 року, заарештований у Тульчині ще 23 грудня, доставлений до Санкт-Петербургу на головну гауптвахту — 3 січня 1826 року, в той же день переведений у Петропавловську фортецю. Засуджений за IV розряду і по конфірмації 10 липня 1826 року засуджений до каторжних робіт на 12 років, термін скорочений до 8 років — 22 серпня 1826 року. Відправлений з Петропавлівської фортеці до Сибіру — 27 січня 1827 року. Доставлений в Читинський острог — 17 березня 1827 року, прибув до Петровського заводу у вересні 1830 року. За указом 8 листопада 1832 звернений на поселення, через неможливість отримувати від родичів достатню допомогу клопотав про поселення його разом з Михайлом Наришкіним, в чому спочатку відмовлено, і він відправлений у с. Мертвий Култук на Байкалі. У 1832 році Лорер був переведений на поселення в місто Курган, де мешкав його друг Михайло Наришкін. У 1837 році визначений рядовим в Окремий кавказький корпус.Виїхав з Кургану — 21 серпня 1837 року. Звільнений від служби із забороною в'їзду до столиці — 11 лютого 1842 року. Оселився спершу в Херсоні, а потім переїхав в маєток брата Д. І. Лорера с. Водяне Херсонського повіту. За височайшим повелінням 18 січня 1851 року, дозволено передати Миколі Лореру по смерті його брата Д. І. Лорера духовним заповітом в спадкове володіння родовий маєток. Звільнено від нагляду з роздільною здатністю тимчасово приїжджати до Москви — 30 січня 1851 року, дозволено приїжджати до Петербурга — 29 серпня 1855 року, звільнений від всіх обмежень щодо маніфесту про амністію — 26 серпня 1856 року. Він був дуже дружний з родиною Капністів, часто бував у їхньому маєтку Обухівці і довго там проживав. Помер у Полтаві.
Дружина з 23 липня 1843 року — Надія Василівна Ізотова (1820 — 28 серпня 1849).

## Автор мемуарів
Вперше витяги з «Записок» Лорера були надруковані в «Русском Архиве» за 1874 рік, де повідомляється лише про його службу на Кавказі. У «Російському Багатстві» за 1904 рік (№ № 3, 6 і 7), під заголовком: «Із записок декабриста», надруковано про його відносини до Павла Пестеля, який був його другом, про арешт, допити, заслання і життя у Сибіру. Наукове видання мемуарів Лорера було здійснено в 1931 році Милицею Нєчкіною.